# Koki Mizuno
Koki Mizuno (n. 6 septembrie 1985) este un fotbalist japonez.

## Statistici
| Japonia | Japonia | Japonia |
| An      | Meciuri | Goluri  |
| ------- | ------- | ------- |
| 2007    | 4       | 0       |
| Total   | 4       | 0       |